# کیبینگن
کیبینگن (به آلمانی: Kiebingen) یک منطقهٔ مسکونی در آلمان است که در روتنبورگ آم نکا واقع شده‌است.
 کیبینگن  ۲٬۰۰۷ نفر جمعیت دارد.